# イサベル2世 (スペイン女王)
イサベル2世（Isabel II, Isabel María Luisa de Borbón, 1830年10月10日 - 1904年4月9日）は、スペイン女王（在位：1833年 - 1868年）。なお、「スペイン女王」となったのは1836年8月13日以降であり、それまでは正式にはカスティーリャ、レオン、アラゴンなどの君主を兼ねる存在であった（#称号参照）。

## 生涯

### 生い立ち
1830年、スペイン王フェルナンド7世と、4番目の妻で姪にもあたる両シチリア王フランチェスコ1世の王女マリア・クリスティーナの長女として、マドリードで生まれた。母はハプスブルク＝ロートリンゲン家の血縁でもある（父方の祖母マリア・カロリーナ・ダズブルゴがマリア・テレジアの娘）。

### 即位

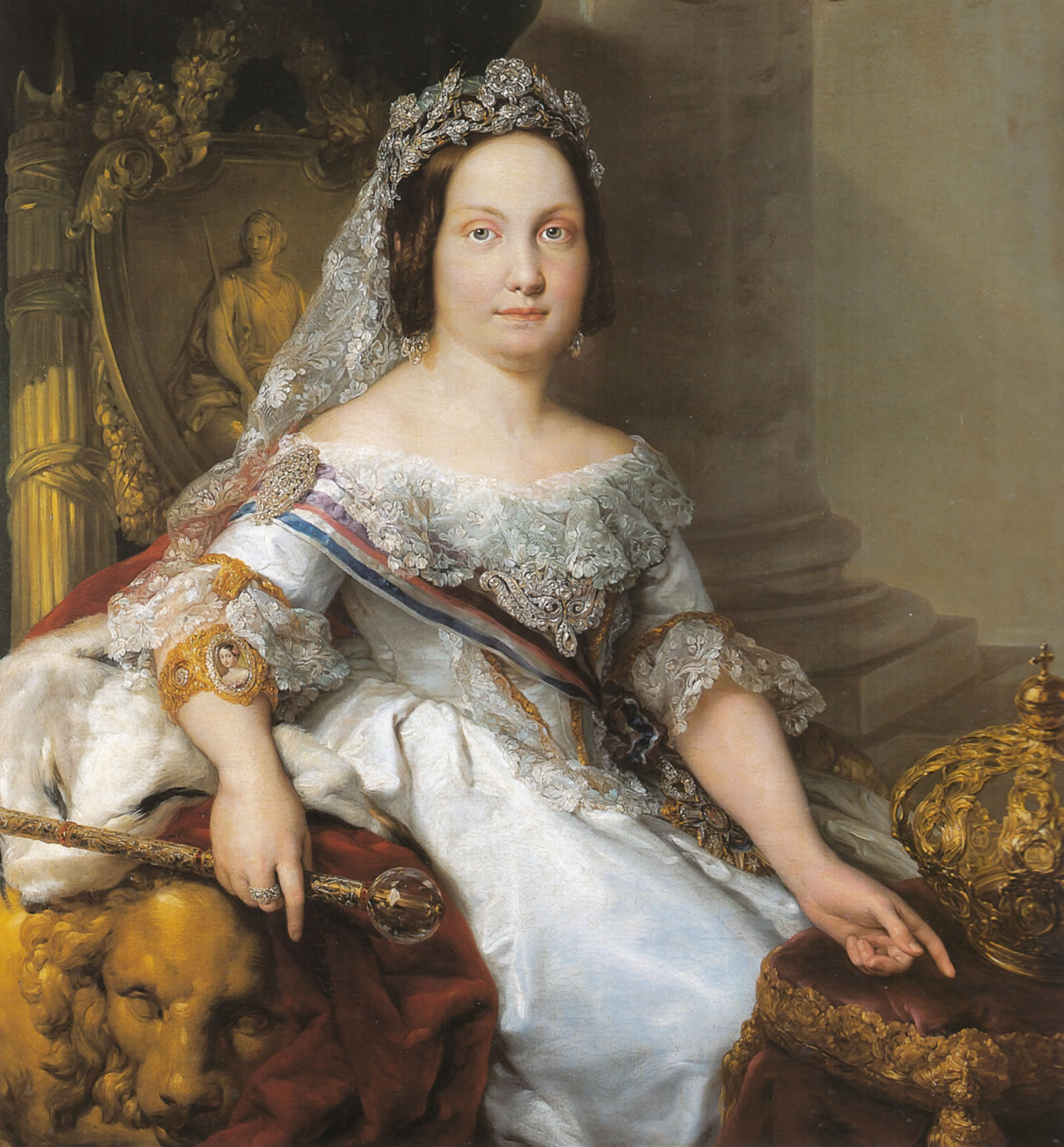
1843年にヴィセンテ・ロペス・ポルターニャによって描かれた肖像画

1833年9月29日にフェルナンド7世が死去すると、3歳のイサベルが女王となることが宣言され、母マリア・クリスティーナが摂政についた。18世紀初めにボルボン家がスペイン王位についたとき、女系継承を禁じるサリカ法を王位継承法に導入していたが、イサベルが生まれた1830年、フェルナンド7世は国事詔書を発してサリカ法を廃し、ボルボン朝以前のスペインのかつての王位継承法を復活させた。これによってイサベルの王位継承が実現したのである。しかし、ポルトガルに追放されていたフェルナンドの弟カルロスは、サリカ法に基いて自身の王位を主張し、カルロス5世として即位を宣言した。
議会および主要政党のモデラート党（カスティーリャ保守党）、進歩党は、イサベルの即位をフェルナンド7世時代の絶対君主制を覆し、カディス憲法と議会に基づく政府を再建する機会ととらえ、女王を支持し、復古的な絶対王政を主張するカルロスに反対した。これに対し、カルロスを支持する教会や貴族を中心とする「カルリスタ」（カルロス派）は反乱をおこし、7年間に及ぶ内戦、第一次カルリスタ戦争が勃発した。最初はカルリスタ軍が優勢であったが、議会はイエズス会などの教会組織を解体、その財産を没収してカルリスタの基盤を崩すとともに、政府の財務建て直しを目指した。イサベル軍の将軍バルドメロ・エスパルテーロの活躍や、カルリスタ内の分裂などにより、1839年に休戦を迎え、イサベルの王位が確定した。なお、カルロスとその子孫を支持するカルリスタは、王位継承を主張してその後も19世紀中に2度、戦争を行なっている。
カルリスタ戦争終結後、1840年に進歩党を率いるエスパルテーロによるクーデターが起き、マリア・クリスティーナは摂政を辞任して亡命し、翌年エスパルテーロが摂政に就任した。エスパルテーロは、教会財産の国有化や自由貿易など急進的な政策を推し進めたが、1843年、マリア・クリスティーナ派のレオポルド・オドンネル将軍およびラモン・マリア・ナルバエス将軍によるクーデターにより解任された。オドンネルらは内閣を形成し、ホアキン・マリア・ロペスを首班に迎えて、議会に13歳のイサベルの親政を認めさせた。

### 結婚と子供
3年後の1846年10月10日、モデラト党はフランス王ルイ・フィリップの支持に基づき、16歳のイサベルを、父方母方ともに従兄にあたるカディス公フランシスコ・デ・アシスと結婚させた。また同日、妹のルイサ・フェルナンダもルイ・フィリップの末子モンパンシエ公アントワーヌと結婚した。
フランスと結ぶモデラート党は、この結婚によってフランスとの関係を強固にし、自党の地位を安定させようと図ったが、スペイン・ボルボン家とフランス・ブルボン家の結びつきを警戒するイギリスは、1812年憲法復活を目指す進歩党を支持するとともに、イサベルとザクセン＝コーブルク＝ゴータ家との婚姻を進めようとしていたため、結果としてこの結婚は英仏間の関係を悪化させた。
また、女王姉妹たちにとっては、いずれも不幸な結婚であったと言われる。フランシスコには不能や同性愛者であるという噂があった。女王の子供は父親が違うと噂され、例えばカルリスタは、王太子アルフォンソの父は近衛大尉エンリケ・プイグ・イ・モルトであると主張した。

### 親政
イサベル2世は1843年から1868年まで親政をとったが、この間、軍や党派、近臣間の対立により幾度ものクーデターや陰謀が繰り返された。1846年から1854年まではモデラト党が支配したが、エスパルテーロとオドンネルが結んだ革命で進歩党政権に代わった。しかしエスパルテロはすぐにオドンネルと対立し、2年後の1856年にはオドンネルが首相となって、モデラト党、進歩党、カルリスタの連携を目指す自由連合を結成して中道政治を展開せんとした。その後は、自由連合とモデラト党が進歩党を締め出して交代で政権を担い、1868年の革命へと至る。特に1858年から1863年まではオドンネルの自由連合内閣が続いた。
この間、女王はしばしば気まぐれに政治に介入したため、彼女の人気は凋落の一途をたどった。反動的な将軍や政治家にも、教会や修道院にも好意を見せ、腐敗した廷臣や側近の言いなりだったため、女王の宮廷における評判も極めて低かった。その一方でまた、メキシコ帝国の再建に固執し、フランスと連合してマクシミリアーノの帝国を支持した（メキシコ出兵）。
その他、女王の治世の出来事としては、1859年のモロッコとの戦争でスペインに有利な条約とモロッコ領の一部を得たこと、ペルーおよびチリとの不毛なチンチャ諸島戦争、アメリカ合衆国との関係悪化（メキシコ問題やキューバ問題、アミスタッド号事件を巡る補償問題など）、鉄道などの公共事業の若干の進歩、流通経済におけるわずかな改善があげられる。

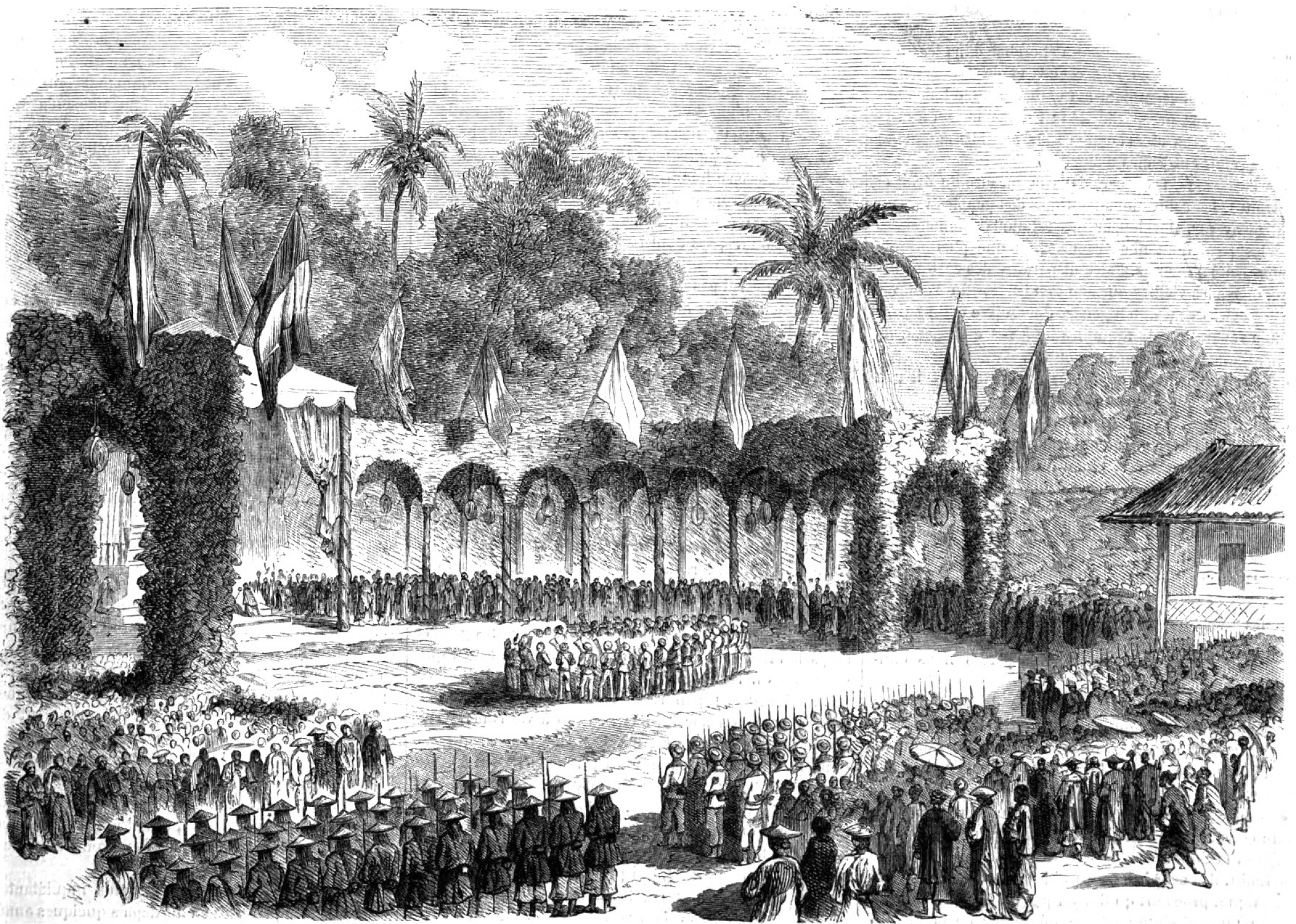
1863年1月17日、サイゴンでのスペインのイサベル2世女王の饗宴のお祝い。

### 亡命と退位

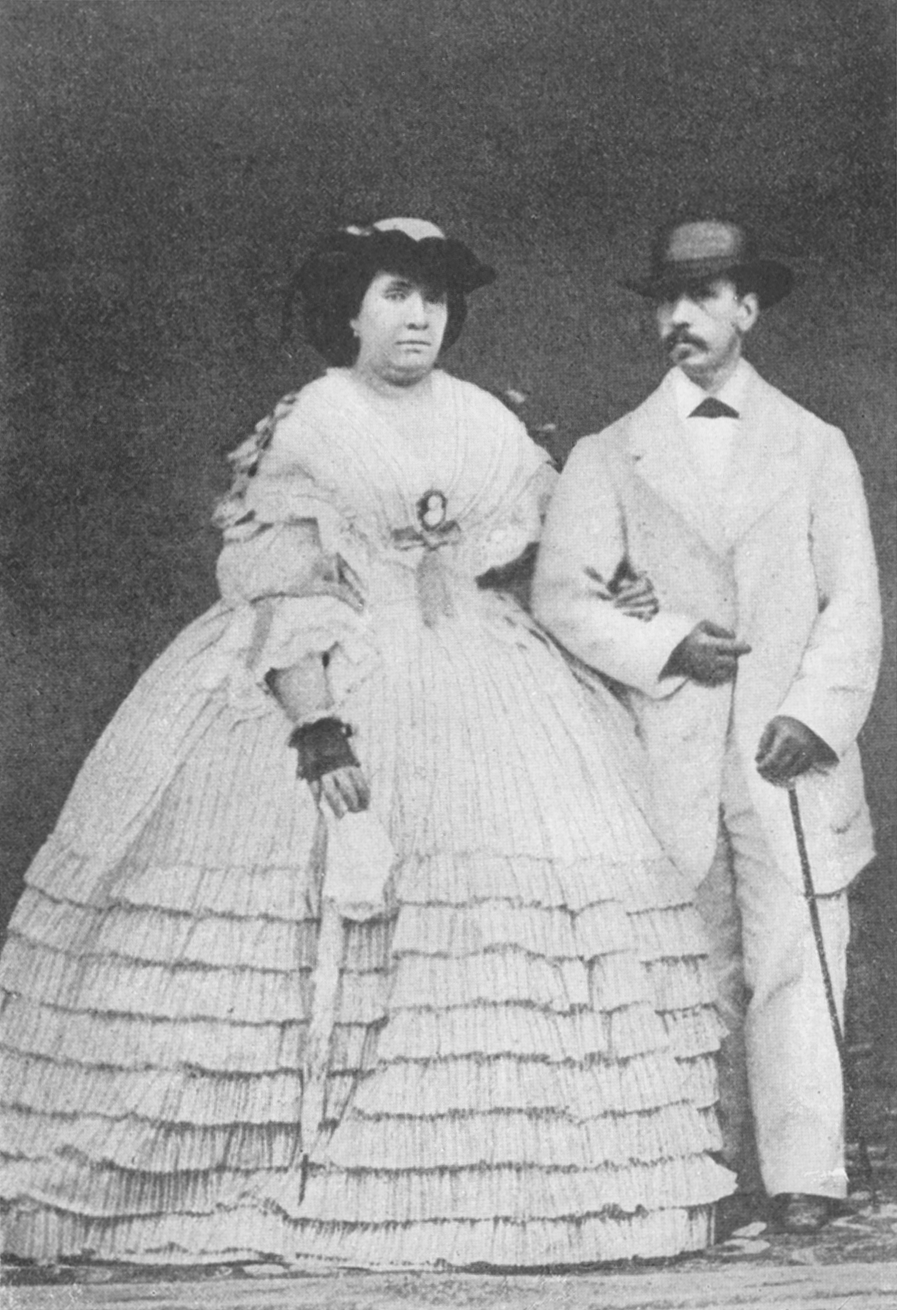
イサベル2世と王配フランシスコ

イサベル2世の気まぐれな政治や外交の失敗などで不満が高まる中、各地で反乱が起きていたが、遂に1868年、フランシスコ・セラーノ将軍とフアン・プリム将軍がカディスで蜂起した。モデラト党の政府軍はアルコレアの戦闘にて抵抗の姿勢をわずかに見せたのち降伏し、同年9月末、女王は国を追われて第二帝政下のフランスに亡命した（スペイン名誉革命）。
空位となったスペイン王位の継承が問題となる中、1870年6月25日、イサベル2世はパリで王太子アルフォンソへ譲位を表明したが、プリムはこれを認めなかった。継承者を決める上では、ホーエンツォレルン家のレオポルトが候補に挙がったが、プロイセンの勢力拡大を恐れるフランスのナポレオン3世はこれを認めなかった。レオポルトは王位を辞退したが、この対立が普仏戦争の引き金となった。最終的にスペイン王位にはサヴォイア＝アオスタ家のアメデーオがついた。
イサベルは退位前の3月に離婚し、1874年のボルボン王政復古（アルフォンソ12世の即位）後もフランスに住み続けた。アルフォンソ12世の代にはマドリードも訪問したが、政治に介入する動きを見せ始めたために、再び国外退去を強制され、以後は主にパリに暮らした。離婚したフランシスコとは、1902年の彼の死まで親密で、晩年はむしろ関係を深めていた。1904年4月9日に死去し、エル・エスコリアル修道院に埋葬された。

## 子女
イサベルは12人の子供を生んだが、成人したのは4人のみである。
- イサベル（1851–1931） - アストゥリアス女公。両シチリア王国王子・ジルジェンティ伯ガエターノと結婚
- アルフォンソ（1857–1885） - 後のスペイン王アルフォンソ12世
- マリア・デ・ラ・パス（1862–1946） - 従兄のバイエルン王子ルートヴィヒ・フェルディナントと結婚
- エウラリア（1864–1958） - 従弟のガリエラ公アントニオと結婚

## 称号
1837年にスペインは法律上立憲君主制に移行した。それ以前のイサベルの称号は、スペインの歴史を反映した長いものであった。
「神の恩寵による、カスティーリャ、レオン、アラゴン、両シチリア、エルサレム、ナバーラ、グラナダ、トレド、バレンシア、ガリシア、マヨルカ、セビリア、サルデーニャ、コルドバ、コルシカ、ムルシア、メノルカ、ハエン、アルガルヴェ、アルヘシラス、ジブラルタル、カナリア諸島、東西インディアス、大洋の諸島及び陸地、の女王、オーストリア大公、ブルゴーニュ、ブラバント及びミラノの公、ハプスブルク、フランドル、チロル及びバルセロナの伯、ビスカヤ及びモリーナの領主、等々、たるイサベル2世」

Doña Isabel II por la Gracia de Dios, Reina de Castilla, de Leon, de Aragon, de las Dos Sicilias, de Jerusalen, de Navarra, de Granada, de Toledo, de Valencia, de Galicia, de Mallorca, de Sevilla, de Cerdeña, de Córdoba, de Córcega, de Murcia, de Menorca, de Jaen, de los Algarbes, de Algeciras, de Gibraltar, de las Islas Canarias, de las Indias Orientales y Occidentales, Islas y Tierra firmé del mar Océano; Archiduquesa de Austria; Duquesa de Borgoña, de Brabante y de Milan; Condesa de Aspurg, Flandes, Tirol y Barcelona; Señora de Vizcaya y de Molina &c. &c
立憲君主制移行後のイサベルの新たな称号は以下の通りであった。
「神の恩寵及びスペイン君主国憲法による諸スペインの女王、イサベル2世」

Doña Isabel II, por la gracia de Dios y la Constitución de la Monarquía española, Reina de las Españas
「スペイン」が複数形である点に、歴史的経緯がかいま見られる。